# Ларанжада
Laranjada («Ларанжaда») — это безалкогольный напиток, производимый Empresa de Cervejas da Madeira.

## История
«Ларанжaда» начала продаваться в 1872 году (на 14 лет раньше Кока-колы), что делает её первым безалкогольным напитком, производимым на территории Португалии.

## «Коктейль ларанья»
«Ларанжaда» традиционно связана с фестивалями архипелага Мадейра, на которых изготавливается laranja cocktail (коктейль ларанжa) — смесь вина или пива с этим безалкогольным напитком.